# Prismosticta fenestrata
Prismosticta fenestrata is een vlinder uit de familie van de gevlamde vlinders (Endromidae). De wetenschappelijke naam van de soort is voor het eerst geldig gepubliceerd in 1880 door Arthur Gardiner Butler.